# جواوزينيو (لاعب كرة قدم)
جواوزينيو (بالبرتغالية: João Carlos Reis Graça) هو لاعب كرة قدم برتغالي في مركز الدفاع، ولد في 2 يوليو 1989 في لشبونة في البرتغال. لعب مع سبورتينغ براغا وسبورتينغ لشبونة ومافرا ونادي أسترا جورجو ونادي أونياو دا ماديرا ونادي بيرا مار ونادي شريف تيراسبول.

## وصلات خارجية
- جواوزينيو على موقع قاعدة بيانات كرة القدم.إي يو (الإنجليزية)
- جواوزينيو على موقع Soccerway.com (الإنجليزية)
- جواوزينيو على موقع عالم كرة القدم.نت (الإنجليزية)
- جواوزينيو على موقع AS.com (الإسبانية)